# Nicolas Roland Payen
Pour les articles homonymes, voir Payen.
Nicolas Roland Payen né le 2 février 1914 à Athis-Mons et mort le 8 décembre 2004 à Juvisy-sur-Orge, est un constructeur aéronautique reconnu comme le créateur du premier avion à aile delta ayant volé (1935).

## Biographie
En 1929, il crée à Athis-Mons l'Association sportive d'aviation légère « Les Goélands », où il construit son premier aéronef : un planeur monopoutre allemand « Zogling ». Il dépose le 13 novembre 1931 avec Robert Sauvage (artisan en peinture industrielle) un brevet pour un avion à "aile ogivale" dénommé « Avion Autoplan ».
Il construit nombre de prototypes pour mettre en valeur ce type de voilure. Du SP-260, avion de vitesse, au Pa-101 « Flèche volante », Roland Payen démontre les avantages de son type de voilure très en avance sur son temps.
Il construit entre autres le Pa-49, le plus petit avion à réaction à aile delta du monde, qui fit son premier vol en décembre 1953 et actuellement conservé au musée de l'air et de l'espace (France).
Il crée dans les années 1950 l'association « Les Amis du château féodal de Montlhéry ». Dans les années 1970, il s’intéresse au château de Marcoussis, jusque dans les années 1990, lors desquelles il est remplacé par l'AHM, dont il fut membre et président d'honneur jusqu'à sa mort. Il l'est encore aujourd'hui. Il se faisait appeler « Roland » pour son association et « Nicolas » pour l'aéronautique.
Il consacre sa retraite à réaliser ou restaurer des modèles anciens conservés par l'Amicale Jean-Baptiste Salis. Il crée l'association « Athis-Paray », qui installe le musée Delta pour sauver quelques appareils historiques (dont des ailes delta) de la destruction. On peut y voir un certain nombre de ses modèles.